# Тиссеран (лунный кратер)
Кратер Тиссеран (лат. Tisserand) — крупный древний ударный кратер в области северо-западного побережья Моря Кризисов на видимой стороне Луны. Название присвоено в честь французского астронома Франсуа Тиссерана (1845—1896) и утверждено Международным астрономическим союзом в 1935 г. Образование кратера относится к нектарскому периоду.

## Описание кратера

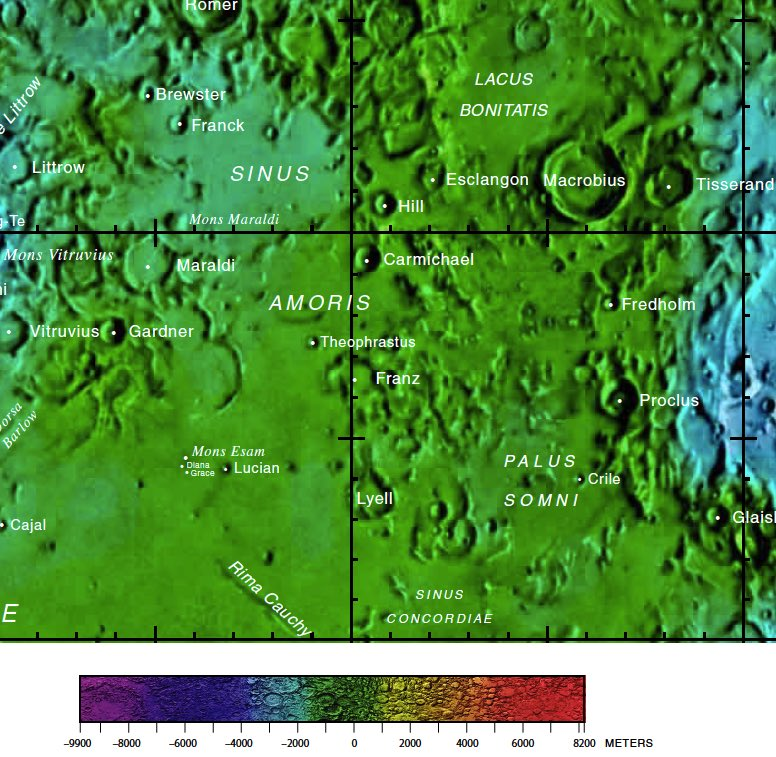
Окрестности кратера Тиссеран. Фрагмент карты видимой стороны Луны.

Ближайшими соседями кратера Тиссеран являются кратер Макробий на западе; кратер Клеомед на северо-востоке; кратеры Свифт и Пирс на востоке-юго-востоке и кратер Фредгольм на юге-юго-западе. На северо-западе от кратера расположено Озеро Справедливости; на юго-востоке гряда Оппеля. Селенографические координаты центра кратера 21°25′ с. ш. 48°10′ в. д. / 21,41° с. ш. 48,17° в. д., диаметр 34,6 км, глубина 2930 м.
Кратер имеет близкую к циркулярной чашеобразную форму и значительно разрушен.  Вал сглажен, южная и северо-восточная часть вала нарушены седловатыми понижениями, северо-западная часть внутреннего склона прорезана долиной концентричной по отношению к валу. Высота вала над окружающей местностью достигает 990 м, объем кратера составляет приблизительно 940 км³. Дно чаши кратера ровное в северо-восточной части, остальная часть чаши несколько более пересеченная. Западная часть чаши отмечена слабым лучом от кратера Прокл, который расположен на юге от кратера, и имеет несколько более высокое альбедо. 

## Сателлитные кратеры

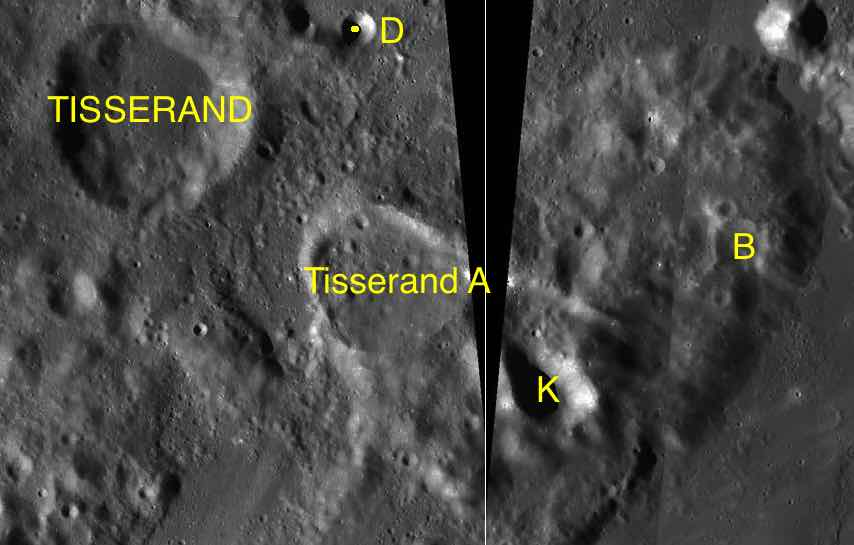
Фрагмент карты LAC-43, LAC-44.

| Тиссеран | Координаты                                            | Диаметр, км |
| -------- | ----------------------------------------------------- | ----------- |
| A        | 20°22′ с. ш. 49°29′ в. д. / 20,36° с. ш. 49,48° в. д. | 24,5        |
| B        | 20°39′ с. ш. 51°22′ в. д. / 20,65° с. ш. 51,37° в. д. | 8,7         |
| D        | 21°46′ с. ш. 49°28′ в. д. / 21,76° с. ш. 49,47° в. д. | 5,7         |
| K        | 19°44′ с. ш. 50°20′ в. д. / 19,74° с. ш. 50,33° в. д. | 13,0        |

## См.также
- Список кратеров на Луне
- Лунный кратер
- Морфологический каталог кратеров Луны
- Планетная номенклатура
- Селенография
- Минералогия Луны
- Геология Луны
- Поздняя тяжёлая бомбардировка